# Невестино (село, Кюстендилская область)
Невестино (болг. Невестино) — село в Болгарии. Находится в Кюстендилской области, входит в общину Невестино. Население составляет 619 человек.

## Политическая ситуация
Невестино подчиняется непосредственно общине и не имеет своего кмета.
Кмет (мэр) общины Невестино — Димитр Иванов Стаменков (независимый) по результатам выборов в правление общины.

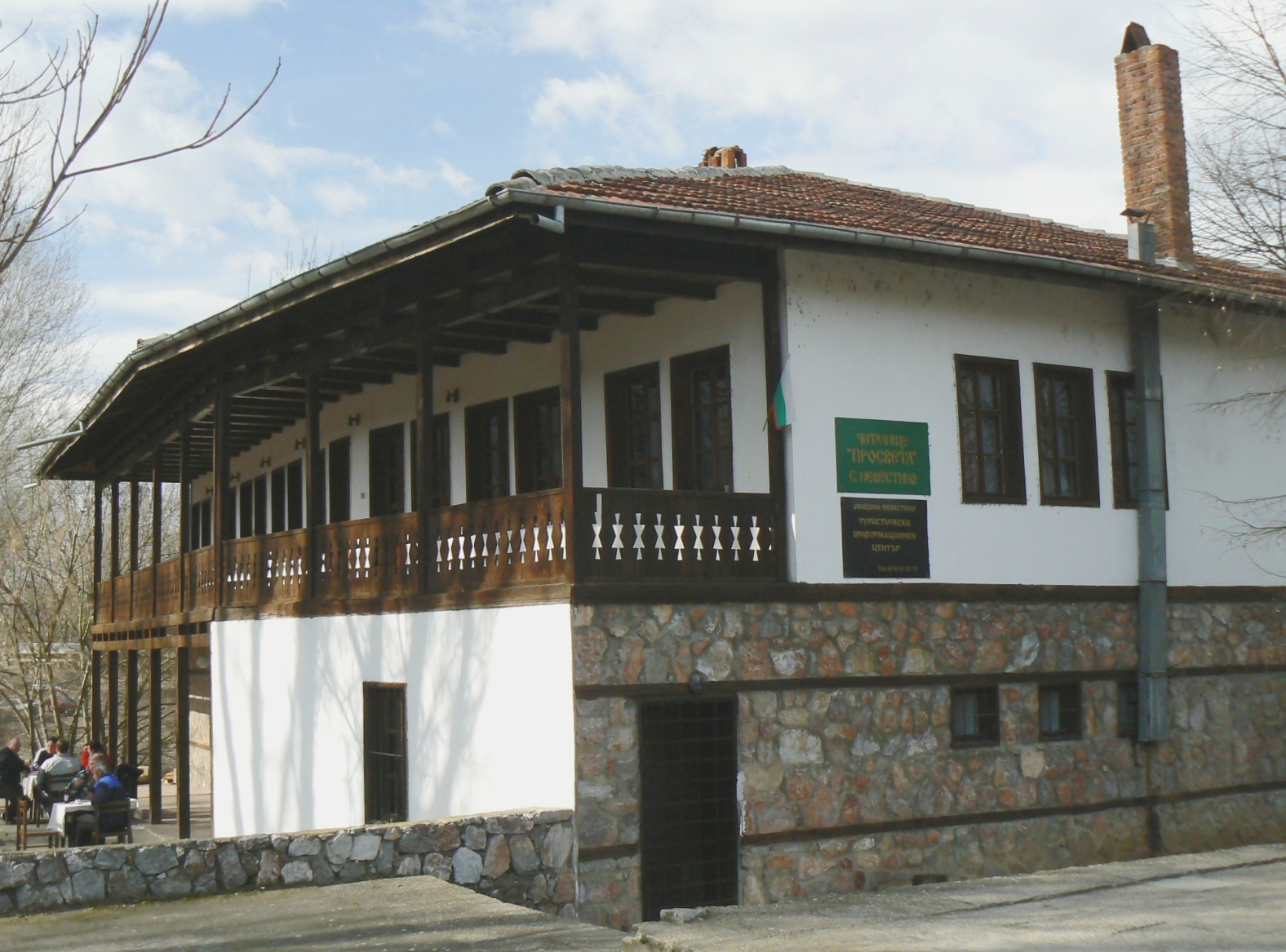

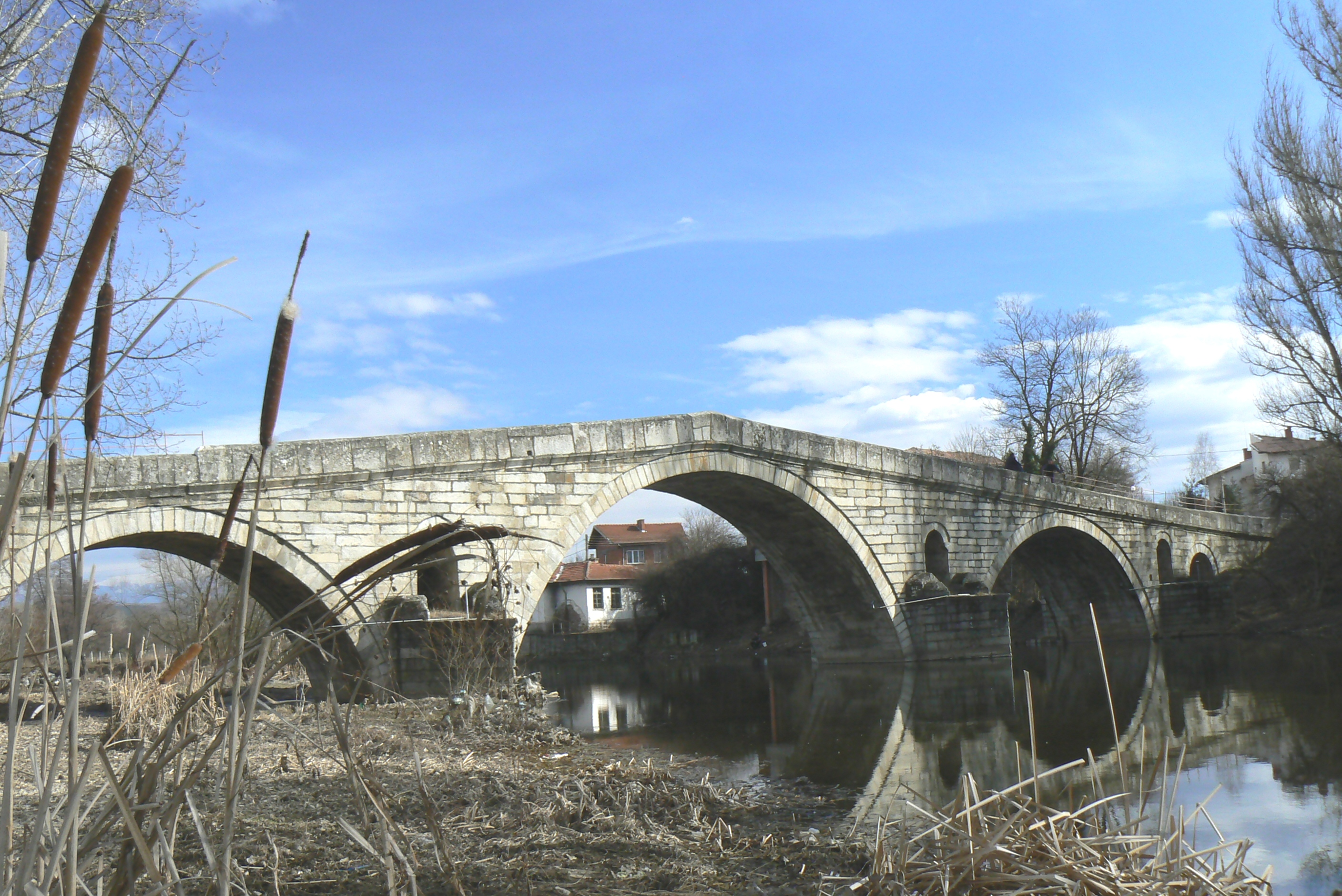